# Morgensang (begivenhed)
 For alternative betydninger, se Morgensang. (Se også artikler, som begynder med Morgensang)
Morgensang er en begivenhed hvor personer samles til fællessang om morgenen.
I Danmark ses morgensang i skolen hvor alle skolens elever og lærere samles i et fælleslokale tidligt på dagen og synger en enkelt sang fra den danske sangskat, som for eksempel Jeppe Aakjærs Sneflokke kommer vrimlende, Jeg er havren og Jens Vejmand.
I tilknytningen til sang kan der være meddelelser fra skoleinspektøren.